# 矢加部駅

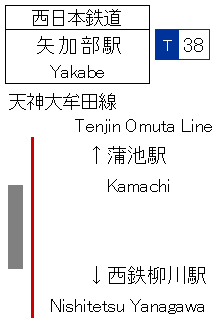
配線図

矢加部駅（やかべえき）は、福岡県柳川市三橋町柳河にある西日本鉄道（西鉄）天神大牟田線の駅である。駅番号はT38。

## 歴史
- 1937年（昭和12年）10月1日：駅開業。
- 2008年（平成20年）5月18日：ICカードnimoca供用開始。
- 2017年（平成29年）2月1日 - 駅ナンバリングを導入[1]。
- 2021年（令和3年）4月1日：駅集中管理システムを導入し、無人化[2][3]。

## 駅構造

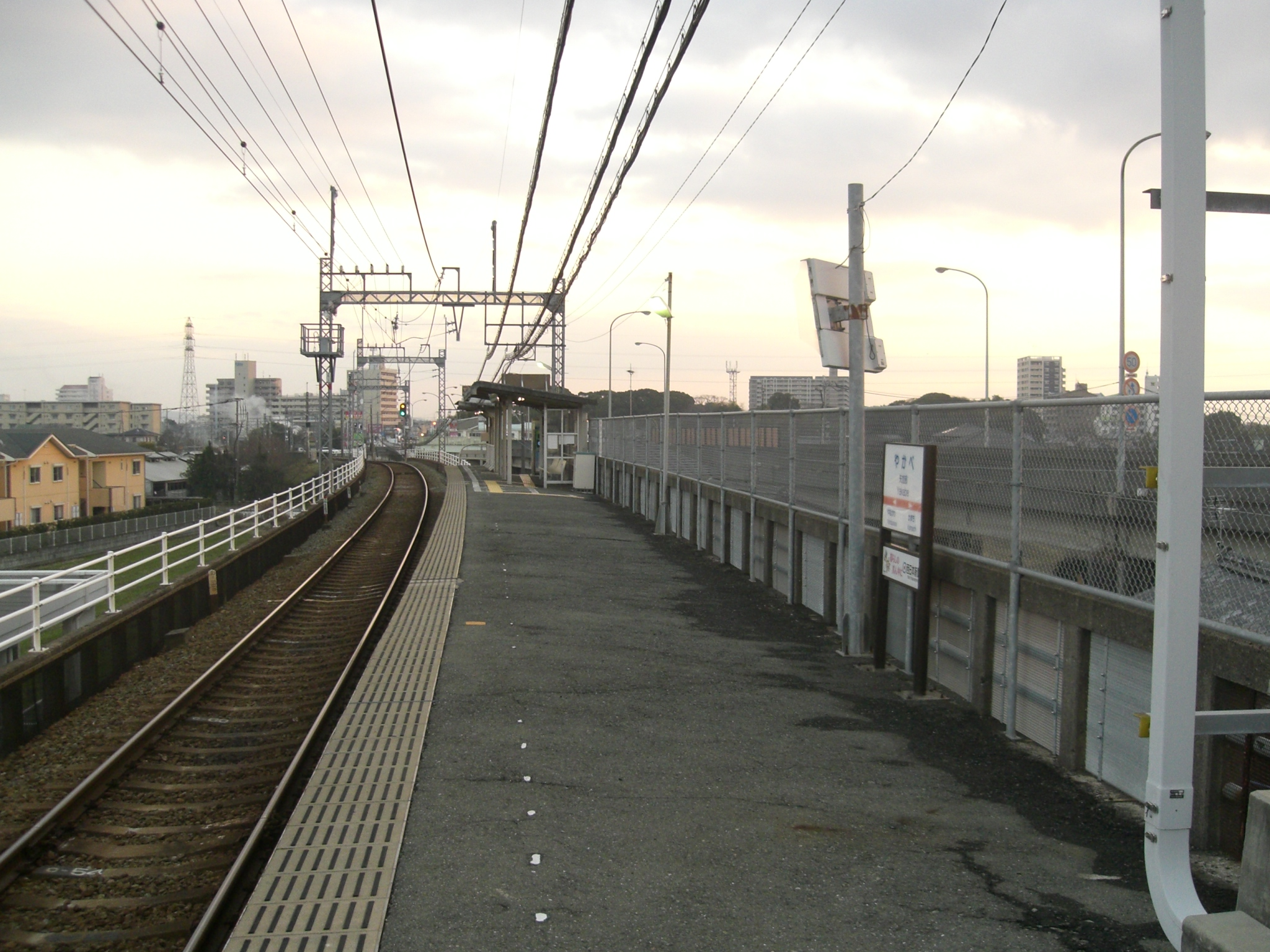
ホーム（2010年12月）

単式ホーム1面1線の高架駅で、かつては高架橋への階段を上った所に木造駅舎があった。西鉄福岡（天神）側から見て最初の列車交換ができない駅である。ホームの有効長が3両分しかないため、4両編成以上の列車は櫛原駅と同様に一部の車両のみドアを開閉する措置を取っている。地上とホームの間は階段のみで、エレベーターなどのバリアフリー設備はない。

## 利用状況
2024年度の1日平均乗降人員は174人である。
近隣住民の多くが隣の西鉄柳川駅（全列車停車駅）を利用している。道のりは約1.2キロメートル（徒歩約15分）である。
| 年度               | 1日平均 乗車人員 | 1日平均 乗降人員 |
| ------------------ | ---------------- | ---------------- |
| 1999年（平成11年） |                  | 130              |
| 2000年（平成12年） |                  | 119              |
| 2001年（平成13年） |                  | 117              |
| 2002年（平成14年） |                  | 111              |
| 2003年（平成15年） |                  | 103              |
| 2004年（平成16年） |                  | 100              |
| 2005年（平成17年） |                  | 99               |
| 2006年（平成18年） |                  | 104              |
| 2007年（平成19年） |                  | 73               |
| 2008年（平成20年） |                  |                  |
| 2009年（平成21年） |                  |                  |
| 2010年（平成22年） |                  |                  |
| 2011年（平成23年） |                  | 119              |
| 2012年（平成24年） |                  | 151              |
| 2013年（平成25年） |                  | 190              |
| 2014年（平成26年） |                  | 189              |
| 2015年（平成27年） |                  | 164              |
| 2016年（平成28年） |                  | 182              |
| 2017年（平成29年） |                  | 177              |
| 2018年（平成30年） |                  | 185              |
| 2019年（令和元年） |                  | 183              |
| 2020年（令和02年） |                  | 159              |
| 2021年（令和03年） |                  | 166              |
| 2022年（令和04年） |                  | 180              |
| 2023年（令和05年） |                  | 174              |
| 2024年（令和06年） |                  | 174              |

## 駅周辺
- 柳川市立矢ヶ部小学校 - 駅の西側
- ハリウッドワールド美容専門学校 - 駅の南西
- 国道208号 - 駅のすぐ横（西側）を通っている。当駅以南は天神大牟田線に並行している。ロードサイド店舗が多く立地している。
- 三柱神社 - 駅の南側約400メートル

1987年までは当駅の真下を国鉄佐賀線が交差していたが、駅は設置されていなかった（1キロメートルほど西に筑後柳河駅が存在した）。

## 隣の駅
西日本鉄道
■天神大牟田線
■特急・■急行
通過
■普通
蒲池駅（T37） - 矢加部駅（T38） - 西鉄柳川駅（T39）